# منوچهر زنده‌دل
منوچهر زنده‌دل (زادهٔ ۲۱ تیر ۱۳۵۱ تهران)، دوبلور، بازیگر و گویندهٔ رادیو و تلویزیون ایرانی است. وی دارای کارشناسی مترجمی زبان انگلیسی است و فعالیت حرفه‌ای خود را از سال ١٣٧٨ آغاز کرده‌است. وی از گویندگان نقش پرفسور در سریال سرقت پول و گوینده لیو شرایبر و آرمی همر نیز است. همچنین در سریال ایرانی شهرزاد که از شبکه خانگی نیز پخش می‌شد ایفای نقش سرهنگ سهیلی را بر عهده داشت و همچنین در سریالهای گناه فرشته و هفت که از شبکه ی نمایش خانگی پخش می شود ایفای نقش قاضی دادگاه را برعهده دارد.

## آثار

### دوبله
| نام فیلم               | نقش             | بازیگر          | توضیحات                                                                                                 |
| ---------------------- | --------------- | --------------- | --- |
| سلام بر ابراهیم        | ابراهیم هادی    |                 | سریال انیمیشن سه بعدی (۱۴۰۱)                                                                            |
| آخرین پادشاهی          | اوترد           | الکساندر دریمون | مجموعه تلویزیونی                                                                                        |
| مجازات گر (پانیشر)     | پانیشر          | جان برنتال      | مجموعه تلویزیونی                                                                                        |
| پادشاه: میراث هیولا    |                 | کرت راسل        | مجموعه تلویزیونی                                                                                        |
| موجود                  |                 | کرت راسل        | فیلم (انتشار ۱۹۸۲)                                                                                      |
| دو اسلحه               | فرمانده کویینز  | جیمز مارسدن     | فیلم(انتشار ۲۰۱۳)                                                                                       |
| ددپول و ولورین         | ولورین          | هیو جکمن        | فیلم (انتشار ٢٠٢٣)                                                                                      |
| پلنگ سیاه              | بلک پانتر       | چادویک بوزمن    | فیلم (انتشار ۲۰۱۸)                                                                                      |
| کینگزمن: سرویس مخفی    |                 | مارک استرانگ    | فیلم (انتشار ۲۰۱۵)                                                                                      |
| سریع و خشمگین ۶        | دومینیک تورتو   | وین دیزل        | فیلم (انتشار ۲۰۱۳)                                                                                      |
| هابیت                  | تورین سپربلوط   | ریچارد آرمیتاژ  | مجموعه تلویزیونی                                                                                        |
| توریست                 | بازرس جان اشسون | پل بتانی        | فیلم (انتشار ۲۰۱۰)                                                                                      |
| ثور: رگنوراک           | ثور             | کریس همسورث     | فیلم (انتشار ۲۰۱۷)                                                                                      |
| انتقام‌جویان: جنگ ابدیت | ثور             | کریس همسورث     | فیلم (انتشار ۲۰۱۸)                                                                                      |
| استخراج                |                 | کریس همسورث     | فیلم (انتشار 2020)                                                                                      |
| مدار صفر درجه          |                 | علی قربان زاده  | این مجموعه بر اساس زندگی واقعی عبدالحسین سرداری درسال ۱۳۸۶ برای نخستین بار از شبکه یک سیما پخش شد       |
| افسانه جومونگ          | موگول           | سییو بئوم سیک   | مجموعه تلویزیونی (انتشار ۲۰۰۷)                                                                          |
| سرزمین بادها           | یوری            | جونگ جین یونگ   | مجموعه تلویزیونی                                                                                        |
| حلالم کن               | مراد            | مرشد آقاباغ     | مجموعه تلویزیونی                                                                                        |
| لاست (گمشدگان)         | سعید جراح       | نوین اندروز     | مجموعه تلویزیونی                                                                                        |
| مختارنامه              | عباس بن علی     | کاوه فتوحی      | مجموعه تلویزیونی (انتشار ۱۳۸۹)                                                                          |
| زوتوپیا                |                 | نیک وایلد       | انیمیشن (انتشار ۲۰۱۶) دوبله انحصاری فیلیمو                                                              |
| لک‌لک ها                | جونیور          |                 | انیمیشن (انتشار ۲۰۱۶) دوبله انحصاری فیلیمو                                                              |
| هایدی                  | پدر کلارا       |                 | |
| خانواده کیمچی          |                 |                 | مجموعه تلویزیونی (انتشار از ۲۰۱۱)                                                                       |
| امپراتور دریا          | نیونگ چانگ      |                 | مجموعه تلویزیونی (انتشار ۲۰۰۴)                                                                          |
| رنجر تنها              | جان رید         | آرمی همر        | فیلم (انتشار ٢٠١٣)                                                                                      |
| مرز جنون               | اد              |                 | مجموعه تلویزیونی (انتشار از ۲۰۱۱)                                                                       |
| مأمور انتقال           | دیتر            |                 | مجموعه تلویزیونی (انتشار ۲۰۱۲)                                                                          |
| بازی روئین‌تن           | پاتریک          |                 | |
| بازی گشت پلیس          | آرش             |                 | |
| جوخهٔ برادران           |                 |                 | این مجموعه تلویزیونی در سال سپتامبر ۲۰۰۱ از شبکه اچ‌بی‌او پخش شد و داستان فیلم در خصوص جنگ جهانی دوم است. |
| اکتشاف جادوگران        |                 |                 | |
| مرگ استالین            |                 |                 | فیلم (انتشار ۲۰۱۷)                                                                                      |
| خانه کاغذی             | پروفسور         | آلوارو مورته    | فصل ۱ تا ۵ (مجموعه تلوزیونی)                                                                            |
| مظنون                  | جان ریس         | جیمز کاویزول    | فصل ۱ تا ۵ (مجموعه تلویزیونی)                                                                           |
| دوازده سال بردگی       |                 | چیوتل اجیوفور   | فیلم (انتشار ۲۰۱۱)                                                                                      |
| انگل (پارازیت)         | پدر             | کی تاک          | فیلم (انتشار ۲۰۱۹)                                                                                      |

#### فیلم و سریال
| عنوان       | نقش           | نوع   | سال ساخت | کارگردان       | شبکه        | توضیحات |
| ----------- | ------------- | ----- | -------- | -------------- | ----------- | --- |
| عمارت فرنگی | علی اکبر اسدی | سریال | ۱۳۸۸     | محمد رضا ورزی  | ۲           | |
| کیمیاگر     | زکریای رازی   | سریال | ۱۳۸۸     | محمّدرضا ورزی   |             | |
| دیگری       |               | سریال | ۱۳۹۳     | احمد کاوری     | ۳           | این سریال در قالب پنج قسمت ۴۰ دقیقه ای در شب‌های قدر از شبکه ۳ سیما پخش شد                                                         |
| شهرزاد      | سرهنگ سهیلی   | سریال | ۱۳۹۴     | حسن فتحی       | نمایش خانگی | |
| معمای شاه   | ترومن         | سریال | ۱۳۹۴     | محمد رضا ورزی  | ۱           | |
| آنام        | اکبری         | سریال | ۱۳۹۶     | جواد افشار     | ۳           | ابتدا نام «مهر نامیرا» برای این سریال برگزیده شده بود که بعدها با نظر عوامل سازنده به نام ترکی «آنام» به معنی «مادرم» تغییر یافت. |
| گرگ بازی    |               | فیلم  | ۱۳۹۶     | عبّاس نظام دوست |             | |
| وارش        | گلشن          | سریال | ۱۳۹۸     | احمد کاوری     | ۳           | |
| بی گناه     | منوچهر        | سریال | ۱۴۰۱     | مهران احمدی    | نمایش خانگی | |
| گناه فرشته  | قاضی          | سریال | ۱۴۰۲     | حامد عنقا      | نمایش خانگی | |
| فریبا       | بهداد         | سریال | ۱۴۰۳     | محمود معظمی    | ۳           | |
| آبان        | کامرانی       | سریال | ۱۴۰۳     | رضا دادویی     | نمایش خانگی | |

### به عنوان داور
- جادوی صدا

به عنوان مهمان
- برنامه هنر دوبله به مجری‌گری ناصر ممدوح
- بازی ویدئویی گشت پلیس

کتاب صوتی
سرگذشت فلسفه در وبسایت نوار
گوگل چگونه کار می کند؟
درخت پرتقال
رمان نگهبان نویسنده: اسماعیلی